# Ewald von Kleist (homme politique)
Pour les articles homonymes, voir Ewald von Kleist.
Ewald Friedrich August Conrad von Kleist (né le 3 août 1825 à Olbernhau, bureau de Lauterstein (de), royaume de Saxe et mort le 6 août 1877 à Johannisbad, royaume de Bohême, Autriche-Hongrie) est un propriétaire foncier, administrateur d'arrondissement (de) et membre du Reichstag.

## Biographie
Ewald est le fils du comte Wilhelm Bogislav Kleist von Loß et d'Augusta Isidora, née comtesse héréditaire von Loß. Il grandit dans les domaines de ses parents à Olbernhau, Oberlößnitz et Tzschernowitz et étudie à l'école de Schulpforta. Après des études de droit à Berlin, il entre dans la fonction publique, d'abord dans la magistrature, puis dans l'administration. Il travaille pour le gouvernement royal à Coblence pendant deux ans et administre temporairement les arrondissements de Wetzlar et Altenkirchen. De 1860 à 1867, il est administrateur de l'arrondissement de Guben (de). Il démissionne de ce poste en 1867 pour se consacrer entièrement à l'administration de ses biens et à ses tâches parlementaires, puisqu'il est membre du Parti conservateur au parlement prussien depuis 1866.
Il siège également au conseil d'arrondissement et représente la province de Basse-Lusace au parlement communal de Lübben, est membre du conseil provincial et président du comité provincial de la province de Brandebourg.
De 1866 à 1867, il est membre de la Chambre des représentants de Prusse, de 1867 à 1871 il est député du Reichstag de la Confédération de l'Allemagne du Nord et de 1871 à 1874 et de 1877 à 1878, il est député du Reichstag pour le groupe conservateur de la 7e circonscription de Francfort (Guben-Lübben).
Ewald est l'héritier des domaines Tzschernowitz, Beesgen et Döbern dans l'arrondissement de Guben, possède également les domaines d'Olbernhauer dans les Monts Métallifères et est copropriétaire de Raddatz.
En 1861, il épouse la comtesse Luise von Reventlow, avec qui il a trois filles.

## Récompenses
Kleist participe à la guerre contre la France en 1870/71 et reçoit la Croix de fer de 2e classe. Il est également récompensé de l'Ordre d'Albert, de l'Ordre de l'Aigle rouge de 4e classe et ordre de la couronne de 3e classe.